# Mao Thuấn Quân
Mao Thuấn Quân (chữ Hán: 毛舜筠; bính âm: Máo Shùnjūn; tiếng Anh: Teresa Mo Sun-kwan) (sinh ngày 5 tháng 11 năm 1960) là một nữ diễn viên Hồng Kông. Cô bắt đầu sự nghiệp từ những năm 1970 và cộng tác với đài TVB năm 1981. Trở nên nổi tiếng sau khi nhận vai trong phim Công lý cuộc sống, là một tác phẩm của Châu Tinh Trì. Năm 1991 cô xuất hiện thường xuyên trong nhiều bộ phim khác nhau.

## Giải thưởng và đề cử
| Năm  | Giải thưởng                               | Hạng mục                       | Phim                                  | Kết quả   |
| ---- | ----------------------------------------- | ------------------------------ | ------------------------------------- | --------- |
| 1993 | Giải thưởng Điện ảnh Hồng Kông lần thứ 12 | Nữ diễn viên phụ xuất sắc nhất | Love: Now You See It... Now You Don't | Đề cử     |
| 1993 | Giải thưởng Điện ảnh Hồng Kông lần thứ 12 | Nữ diễn viên phụ xuất sắc nhất | 92 Legendary La Rose Noire            | Đề cử     |
| 2001 | Giải thưởng Điện ảnh Hồng Kông lần thứ 20 | Nữ diễn viên phụ xuất sắc nhất | And I Hate You So                     | Đề cử     |
| 2006 | Giải thưởng Điện ảnh Hồng Kông lần thứ 25 | Nữ diễn viên phụ xuất sắc nhất | 2 Young                               | Đoạt giải |
| 2006 | 11th Golden Bauhinia Awards               | Nữ diễn viên phụ xuất sắc nhất | 2 Young                               | Đoạt giải |
| 2007 | Giải thưởng Điện ảnh Hồng Kông lần thứ 26 | Nữ diễn viên xuất sắc nhất     | Men Suddenly in Black 2               | Đề cử     |
| 2008 | Giải thưởng Điện ảnh Hồng Kông lần thứ 27 | Nữ diễn viên xuất sắc nhất     | Mr. Cinema                            | Đề cử     |
| 2009 | Giải thưởng kỷ niệm TVB lần thứ 41        | Nữ diễn viên xuất sắc nhất     | Off Pedder                            | Đề cử     |
| 2009 | Giải thưởng kỷ niệm TVB lần thứ 41        | Nhân vật nữ được yêu thích     | Off Pedder                            | Đề cử     |
| 2010 | Giải thưởng kỷ niệm TVB lần thứ 42        | Nữ diễn viên xuất sắc nhất     | Some Day                              | Đề cử     |
| 2010 | Giải thưởng kỷ niệm TVB lần thứ 42        | Nhân vật nữ được yêu thích     | Some Day                              | Đề cử     |